# I successi di Domenico Modugno I
I successi di Domenico Modugno I è il primo album di Domenico Modugno.

## Il disco

### Le canzoni
Dopo aver pubblicato alcuni singoli a 78 giri l'anno precedente e nei primi mesi del 1955, la RCA Italiana decide di racchiudere alcune delle canzoni incise in due album, usciti contemporaneamente (ed infatti il numero di catalogo è successivo, A10V 0029 e A10V 0030, così come simile è il titolo).
Le versioni pubblicate nell'album quindi sono tutte già conosciute, e non vi sono inediti; per la precisione, Ninna nanna, Musciu niuru, La donna riccia, Lu pisce spada e La sveglietta erano stati editi nel 1954, mentre gli altri tre brani (Magaria, Vecchia chitarra e Lu tamburru de la guerra) i primi mesi del 1955.
In tutte le canzoni Modugno si accompagna alla chitarra. Lui stesso le reinciderà tutte in seguito (alcune anche più volte, e in diverse epoche).
In copertina è raffigurato il timone di una nave e, in corrispondenza dei raggi, sono scritti i titoli delle canzoni contenute; completano il disegno poi due piante di fichi d'india, probabilmente per richiamare la Sicilia.
Il disco è stato pubblicato nel formato ridotto da 25 cm. (diversamente dai 30 del diametro di un LP), secondo uno standard ancora molto comune in quegli anni. Tutti i 33 giri di Modugno usciti nella seconda metà degli anni Cinquanta presenteranno questo formato.

### Il problema delle firme delle canzoni
Tutti i brani sono stati scritti da Modugno, ma La donna riccia risulta firmata sull'etichetta per la musica da Modugno e Ranieri Romagnoli, mentre La sveglietta da Modugno e Franco Nebbia ed è lo stesso Modugno a spiegare perché:
 Tuttavia uno dei suoi primi coautori, Franco Nebbia, compositore rifinito, giocò un ruolo importante proprio nel favorire gli inizi della carriera di Modugno: oltre a co-firmare diversi brani, dandogli modo di incassare i primi diritti siae, lo presentò alla Curci Edizioni e a case discografiche, lo avvicinò alla Rai e al Circolo degli Artisti, oltre a sostenerlo in vari modi, compresa la prima chitarra che M. riuscì a comprare a rate, proprio grazie al Nebbia.

## Tracce
LATO A
1. La donna riccia
2. Magaria
3. Musciu niuru
4. Lu pisce spada

LATO B
1. La sveglietta
2. Lu tamburru de la guerra
3. Ninna nanna
4. Vecchia chitarra